# Een gele vlinder genaamd Sphinx
Een gele vlinder genaamd Sphinx (Frans: Un papillon jaune appelé Sphinx) is een briefdrama van de Franse toneelschrijver Christian Palustran, dat in 1988 voor het eerst werd opgevoerd, door Patrick Schoenstein in de Caveau de la Roëlle in Nancy.

## Opzet
Het werk bestaat uit drieëndertig brieven. Die brieven zijn in drie delen verdeeld, die met de drie termijnen van het schooljaar overeenkomen.
Een onbekende leerling schrijft zijn wiskundelerares met een vraag over “het oneindige" in algebra. De leerling ondertekent zijn brief met X en vraagt haar om haar antwoord tussen de stapel huiswerk te doen die ze na correctie laat rondgaan. In het begin is ze erg terughoudend, maar daarna geniet ze steeds meer van deze correspondentie. Ze vertelt over haar disciplineproblemen met de klas, over de behandeling voor depressie die ze ondergaat, over haar persoonlijke leven, over de redenen waarom ze een gele vlindervormige broche op haar jasje niet meer draagt.
Om de correspondentie te intensiveren geeft ze uiteindelijk steeds meer huiswerk, waardoor ze problemen krijgt met de ouders en met het schoolhoofd. Kortom, ze staat onder de invloed van X, die dat voelt en af en toe bewust stilvalt. Ze kan het niet langer aan en vraagt hem zich bekend te maken.

## Analyse
Christian Palustran verklaarde dat hij zichzelf bij het schrijven van dit toneelstuk een uitdaging had gesteld, namelijk "een drama te schrijven, dat volledig uit brieven bestaat, met emoties en wendingen die het publiek in spanning houden". Maar volgens de krant L'Est Républicain [is het] niet echt een drama; je zou het haast een politieonderzoek in briefvorm noemen waarin de auteur de spanning goed vasthoudt. Arielle Gondonneau beschouwt het stuk in het tijdschrift Vivre à Yvetôt echter als "een intiem drama, waarin de onrustige en gecompliceerde gevoelens van de adolescentie stromen, verscheurd tussen opstand en waanzinnige liefde, tussen wanhoop vermomd als bescheidenheid en cynische arrogantie".
Het werk beoordeelt noch de lerares noch de leerling, maar toont simpelweg hoe de brieven hun leven op zijn kop zullen zetten.

## Uitvoeringen en edities
Een gele vlinder genaamd Sphinx vertegenwoordigde Frankrijk in België in 1988 op de Estivades IATA in Marche-en-Famenne.
In 1990 werd het uitgevoerd in Charleroi in Belgïe en in Spanje, op het Universiteitsfestival van Valladolid door het Théâtre du Belvédère;  in 1991 ook in het Franse Nationale Dramacentrum voor de Jeugd (CDEJ) in Lille, geregisseerd door François Gérard.
Het werd ook op de planken gezet in verschillende steden in Frankrijk, en met name in Parijs, Espace Beaujon, in 2013, geregisseerd door Nadine Hermet, en in Mainvilliers-Chartres, geregisseerd door Séverine Gaubert.
Het werk is vertaald en gespeeld in verschillende talen en landen: in 2003 in Roemenië, in het Baïa Mare-Theater in een enscenering van Gavril Pinte en in 2006 in de Verenigde Staten (New York, New Loft Ensemble, 13th Street Repertory Theatre), enscenering van Josh Edelman.
Het is gepubliceerd in een drietalige Frans-Engels-Italiaanse editie en is een van de toneelstukken die zijn geselecteerd om het hedendaagse Franse theater te vertegenwoordigen in het boek Repertoire van hedendaags Franstalig toneel (Répertoire du théâtre contemporain de langue française) van Claude Confortès.
Het is ook getranscribeerd in braille.

## Publicaties en vertalingen
- Un papillon jaune appelé Sphinx
- A Yellow Butterfly Called Sphinx
- Una farfalla gialla chiamata Sfinge, La Fontaine, 2002. Drietalige uitgave in het Frans, Engels en Italiaans. ISBN 2-907846-64-7.[16]